# H・ジョン・コールフィールド
H・ジョン・コールフィールド (H. John Caulfield, 1936年3月25日 - 2012年1月31日) はホログラフィーと光コンピューティングを専門とするアメリカの著名な物理学者。多くの査読論文の著者であり、アメリカ光学会と国際光工学会(SPIE)のフェローである。2005年に国際光工学会ゴールドメダルを受賞している。 

## 参考記事
- Obituary